# France Gall
France Gall, eredeti neve: Isabelle Geneviève Marie Anne Gall (Párizs, 1947. október 9. – Neuilly-sur-Seine, 2018. január 7.) francia énekesnő, az 1960-as években népszerű yé-yé stílus képviselője, az 1965-ös Eurovíziós Dalfesztivál győztese. Michel Berger felesége.

## Életpályája

### Korai évei
France Gall zenészcsaládból származik, mivel a nagyapja, Paul Berthier a Les Petits Chanteurs à la Croix de Bois fiúkórus alapítója volt. Édesapja, Robert Gall ismertebb a zenészkörökben, mivel többek között olyan híres előadóknak írt dalszövegeket, mint Édith Piaf és Charles Aznavour. France anyja, Cécile Berthier is énekelt.
Gyerekkorától tanult zongorázni és gitározni, testvéreivel még egy házi együttest is alakítottak. 15 évesen az édesapjának köszönhetően vették fel az első számát. Gall nagyon gyorsan nevet szerzett magának a kor divatos zenei irányzatában, a yé-yében (amely az angolszász ritmusokat és a francia varietét vegyítette), amikor 1963 szeptemberében megjelent a Ne sois pas si bête („Ne légy olyan buta”) című lemeze, miből 200 000 példány fogyott el. Isabelle eközben France-re változtatta a nevét.

### Korai karrierje

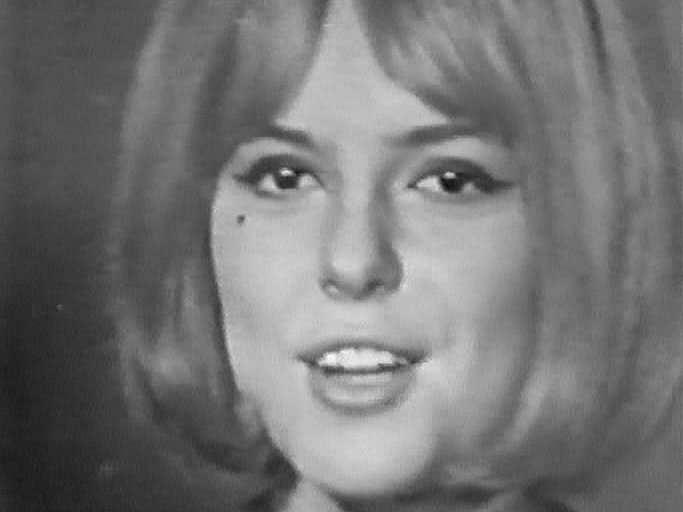
France az 1965-ös Eurovíziós Dalfesztiválon

France Gall 1964-ben kiadta második kislemezét. A Sacré Charlemagne című dalt az édesapja írta, és France-ot a kor sztárjainak a konkurensévé tette. Ekkor találkozott Serge Gainsbourg-ral, aki ismert és elismert író, zeneszerző, előadó volt. Néhány dala a francia zenében már klasszikusnak számít. Gainsbourg 1963-tól kezdett pajkos és hamiskásan naiv szövegű dalokat írni France Gall számára.
1965. március 20-án Gall megnyerte az Eurovíziós Dalfesztivált Luxemburgot képviselve a Gainsbourg által írt dallal a Poupée de cire, poupée de son-nal („Viaszbaba, rongybaba”). A szám óriási sikert aratott egész Európában. Végül öt nyelven vették fel, és más előadók is feldolgozták (magyarul Viaszbaba címmel Toldy Mária adta elő). Az Eurovíziós Dalversenyt követően ötéves szerződést írt alá a német Teldec céggel és karrierje felfelé ívelt ebben az országban.
A következő évben a Les Sucettes („Nyalókák”) című dal újabb siker lett, a kor évkönyvei meg is örökítették a szöveg kétértelműsége miatt, amelyet egyébként a France Gall által ihletett Gainsbourg írt. A Nefertiti és a Teenie Weenie Boppie című számokkal véget ért együttműködésük.
1966-ban, 19 évesen az elsőszámú francia popénekesnőnek választották. Majd 1967-ben a Bébé Requint énekelte, amelyet Joe Dassinnel együtt írt. E kislemez után France eltűnt a zenei aktualitásokból. Néhány duett erejéig tűnt fel újra, Maurice Biraud színésszel (La Petite – „A kicsi”) és Mireille Darc színésznővel (Ne cherche pas à plaire – „Ne akarj tetszeni”, 1967). Noha alig énekelt, mégsem hagyta el a zene világát. Gyengéd szálak fűzték Claude François-hoz, majd 1970 és '74 között négy évig együtt élt Julien Clerc-rel. Ezen időszak alatt elhagyta kiadóját, a Philipset.

### Michel Berger
1974-ben találkozott Michel Berger íróval és zeneszerzővel, aki néhány kisebb siker után az 1960-as években, az 1970-es években vált ismertté, a Véronique Sansonnal és Françoise Hardyval folytatott munkának köszönhetően. Gall számára ez a találkozás karrierjében egy látványos megújulás kezdete volt. Michel Berger személyre szóló repertoárt készített neki, amelyből az 1974-es La Déclaration („A nyilatkozat”) egy hosszú sorozat első darabja. France Gall minden lemeze sikerszámokat rejt magában. 1975-ben jelent meg közös munkájuk első fejezete, a France Gall című album. A La Déclaration című számon kívül megtalálható rajta a Samba Mambo és a Comment lui dire.
1976. június 22-én France Gall és Michel Berger összeházasodtak, és a párnak két gyermeke született.

### Slágergyártás
France annyira inspirálta Michelt, hogy két albumot írt egy év alatt számára. 1977-ben jelent meg a Dancing Disco, amelyen France Gall újabb sikereket adott elő: a nagyon táncos Musique-ot, vagy a lágyabb Si maman si-t. 1980-ban jött ki a Paris-France, a Besoin d'amour („Szükség van a szerelemre”) és főleg a nagy sikerű Il jouait du piano debout („Állva zongorázott”) című számokkal, ez utóbbi szövege Elton Johnra utal.
1978-ban készült a Startmania című rockopera, amelyet a québeci Luc Plamondonnal közösen írt. France Gall Cristal szerepében látható, együtt játszik Daniel Balavoine-nal és a kanadai Diane Dufresne-vel és Fabienne Thibault-val. Az 1978-as lemez, majd a Palais des Sports-beli fellépés óriási siker. A következő húsz évben egymást követték a színpadi és lemezsikerek.

#### Duett Elton Johnnal
France Gall a gyermeke, Pauline Berger 1978. november 18-ai születését és a Starmania sikerét követően, 1980-ban az Elton Johnnal énekelt Donner pour donner („Adni, hogy adjunk”) című kislemezzel eladási rekordokat döntött meg. A Michel Berger és Elton John által közösen írt számot egyetlen albumon sem lehet megtalálni, ezzel hangsúlyozták a duett eseményszerű jellegét.

### Koncertsorozatok
Ebben az időben France a fellépésén dolgozott. A számos siker ellenére, amely a Berger-vel történt találkozása óta kíséri, nem lépett fel élőben. Ezt 1978-ban pótolták a Made in France című show-val, amelyet Michel Berger rendezett a Théâtre des Champs-Elysées-ben, majd a Palais des Sports-ban. Öt héten keresztül teltház előtt énekelt. De ez a teljesítmény megpróbáltatássá vált és a fiatal énekesnő annyira kimerült, hogy depresszióba esett, amelynek következtében többhónapos pihenőre kényszerült.
1981-ben adja ki negyedik lemezét Tout pour la musique („Mindent a zenéért”) címmel. Ezen is van néhány sláger.
1981. április 2-án születik a második gyermeke, Raphaël Berger.
1984-ben jelentkezett az énekesnő a Débranche („Szétkapcsolás”) című új lemezzel és új fellépéssel a Zénith-ben. Ez alkalommal szeptember 11-től kezdve két hónapig tartott a koncertsorozat.

### Afrika megsegítése
1985 az etiópiai éhínség időszaka volt. Az amerikai művészekhez hasonlóan a franciák írtak és fel is vettek egy számot, e tragédia elleni küzdelem javára ("Chanteurs sans frontières"). Berger és Gall történetesen az aktuális énekesek elitjéhez tartoztak.
A pár az "Action Ecoles" (Iskola akció) programban is részt vett, amelynek az volt a célja, hogy rizst gyűjtsenek az iskolások és családjuk segítségével, az éhezés sújtotta régiók megsegítése céljából. Daniel Balavoine és a színész Richard Berry szintén közreműködtek ebben.

### Balavoine
1986 januárjában Daniel Balavoine énekes helikopterbalesetben meghalt Mali felett a Párizs-Dakar-rali során, ahol egy humanitárius egyesület nevében vett részt. A Berger-Gall házaspárt, akik az énekes barátai voltak, nagyon megviselte az eset.
A következő évben Gall a Babacar című albummal tért vissza a zenei világba, amelyet részben az afrikai élmény inspirált. A címadó dal a sivatagnak a művelhető területekre történő terjeszkedésére utal. Az Evidemment („Természetesen”) című számot Daniel Balavoine emlékére írta. Ezt a lemezt egy három hétig tartó koncertsorozat követte a Zénith-ben, majd egy hosszú francia turné. A következő hónapokban egy dupla koncertfelvétel jelent meg „le Tour de France 88” címmel.

### Ella Fitzgerald hatása
Michel Berger Ella, elle l'a címen dalt írt Ella Fitzgerald tiszteletére, amit France Gall 1987-ben adott elő.

### Michel Berger halála
1992-ben a francia zenei világot France Gall és Michel Berger közös, „Double jeu” (Kettős játék) című albumának megjelenése mozgatta. A dalokat természetesen Michel Berger írta, de a tíz számot közösen adták elő.
1992 júliusában a pár egy fellépéssorozatot jelentett be őszre, a párizsi Cigale-ban. Ez a terv azonban soha nem valósult meg. A nyári szabadságuk alatt, néhány kilométerre Saint Tropeztől, a Ramatuelle-i házukban Michel Berger halálos kimenetelű szívrohamot kapott. Augusztus 2-án halt meg, 44 éves korában. Gall a bánat ellenére úgy döntött, hogy a következő évben ismét közönség elé lép. A legnagyobb párizsi koncertteremben, a Bercyben lépett fel 1993 szeptemberében.
France – kizárólagos zeneszerzője nélkül – fáradhatatlanul folytatta az éneklést. 1994 szeptember végén a Pleyel klasszikus koncertterem színpadán lépett fel egy akusztikusabb koncert erejéig. Ezt követően úgy határozott, hogy néhány hónapra Los Angeles-be költözik a gyerekeivel egy természetesen Berger által írt lemez felvétele céljából. Újból felvette azokat a dalokat, amelyeket a férje neki írt, de olyanokat is, amelyeket kezdetben Berger énekelt, mint például Les Princes des Villes („A városok hercegei”) vagy a Que l'amour est bizarre („Milyen furcsa a szerelem”). Az album a Message personnel című számmal zárul, amelyet Berger eredetileg Françoise Hardynak írt.
A lemez 1995-ben jelent meg, France címmel. 1996. november 5-től 17-ig a párizsi Olympiában lépett fel, majd Franciaországban turnézott egészen decemberig. 1997 elején a televízió számára adott egy akusztikus koncertet, amelyre Charles Aznavourt is meghívta, aki természetesen a La Mamma című dalt adta elő.

### A karrier vége
1997 telén France Gall és Michel Berger 19 éves lánya, Pauline meghalt. Ez nagyon megviselte az énekesnőt. Ettől kezdve elhagyta a szórakoztatóipart és nem akart szakmai és művészeti tevékenységgel foglalkozni. 1999. október 11-én mégis részt vett Michel Sardou esküvőjén. Ekkor viszontlátta barátait, többek között Johnny Hallydayt is. 2000. augusztus 15-én meglepte az énekest, mivel elénekelte vele a Quelque chose de Tennesse („Valami Tennessee-ből”) című dalt az Olympia színpadán. Amikor nyugalomra vágyott, France Gall gyakran a Szenegálban vásárolt házába vonult vissza.
2001. decemberben a Polydor lemezkiadó egy gyűjteményt adott ki a hatvanas években a Philips által készített felvételekből, ez 74 dalt jelent. Gainsbourg híres Sucettes-jétől a kevésbé ismert Nefertitiig, a kiadó emlékezteti az embereket, hogy France Gall a hatvanas évek francia könnyűzenéjének egyik fontos művésze volt.
2018 első vasárnapján, január 7-én hunyt el, a rák ellen folytatott kétéves küzdelem után, Párizsban.

## Diszkográfiája
- 1965 Les Sucettes
- 1966 Baby Pop
- 1967 1968
- 1976 France Gall
- 1977 Dancing Disco
- 1978 France Gall Live (Live)
- 1978 Starmania (válogatások)
- 1980 Paris, France
- 1981 Tout pour la musique
- 1982 Palais des sports 82 (Live)
- 1984 Débranche
- 1985 France Gall au Zénith (Live)
- 1987 Babacar
- 1988 Le tour de France 88 (Live)
- 1992 Double jeu (avec Michel Berger)
- 1993 Simple je (Débranchée à Bercy 93) (Live)
- 1994 Simple je (Rebranchée à Bercy 93) (Live)
- 1994 Pleyel (felvétel 1994-ben, kiadás 2005-ben) (Live)
- 1996 France
- 1997 Concert public (live, Olympia 1996) & Concert privé (Akusztikus koncert TV M6 1997)
- 2004 Best of France Gall
- 2004 Évidemment
- 2005 Pleyel (Live)
- 2005 Quand on est ensemble (avec Michel Berger) (válogatás)

## Híres dalai
- * Sacré Charlemagne (1964)
- Laisse tomber les filles (1964)
- Poupée de cire, poupée de son (1965)
- Les Sucettes (1966)
- Ein bißchen Goethe, ein bißchen Bonaparte (1969)
- 5 minutes d´amour (1972)
- Ella, Elle L'a (1987)